# Керр (Монтана)
Керр (англ. Kerr) — переписна місцевість (CDP) в США, в окрузі Лейк штату Монтана. Населення — 273 особи (2020).

## Географія
Керр розташований за координатами 47°40′30″ пн. ш. 114°11′4″ зх. д. / 47.67500° пн. ш. 114.18444° зх. д. (47.675033, -114.184421).  За даними Бюро перепису населення США в 2010 році переписна місцевість мала площу 2,64 км², з яких 2,36 км² — суходіл та 0,28 км² — водойми.

## Демографія
Згідно з переписом 2010 року, у переписній місцевості мешкала 251 особа в 94 домогосподарствах у складі 74 родин. Густота населення становила 95 осіб/км².  Було 107 помешкань (40/км²).
Расовий склад населення:
| - 80,9 % — білих - 5,6 % — корінних американців - 0,8 % — чорних або афроамериканців - 0,8 % — азіатів |

До двох чи більше рас належало 12,0 %. Частка іспаномовних становила 2,8 % від усіх жителів.
За віковим діапазоном населення розподілялося таким чином: 27,1 % — особи молодші 18 років, 58,2 % — особи у віці 18—64 років, 14,7 % — особи у віці 65 років та старші. Медіана віку мешканця становила 43,8 року. На 100 осіб жіночої статі у переписній місцевості припадало 100,8 чоловіків;  на 100 жінок у віці від 18 років та старших — 96,8 чоловіків також старших 18 років.
Середній дохід на одне домашнє господарство  становив 106 824 долари США (медіана — 87 400), а середній дохід на одну сім'ю — 106 668 доларів (медіана — 87 400). За межею бідності перебувало 0,6 % осіб, у тому числі 0,0 % дітей у віці до 18 років та 0,0 % осіб у віці 65 років та старших.
Цивільне працевлаштоване населення становило 86 осіб. Основні галузі зайнятості: транспорт — 46,5 %, роздрібна торгівля — 30,2 %, освіта, охорона здоров'я та соціальна допомога — 18,6 %.